# Fusulinida
Die Fusulinida sind eine Ordnung gehäusetragender, meeresbewohnender Einzeller aus der Gruppe der Foraminiferen. Sie lassen sich vom Karbon an nachweisen, starben jedoch zum Ende des Perm aus.

## Merkmale

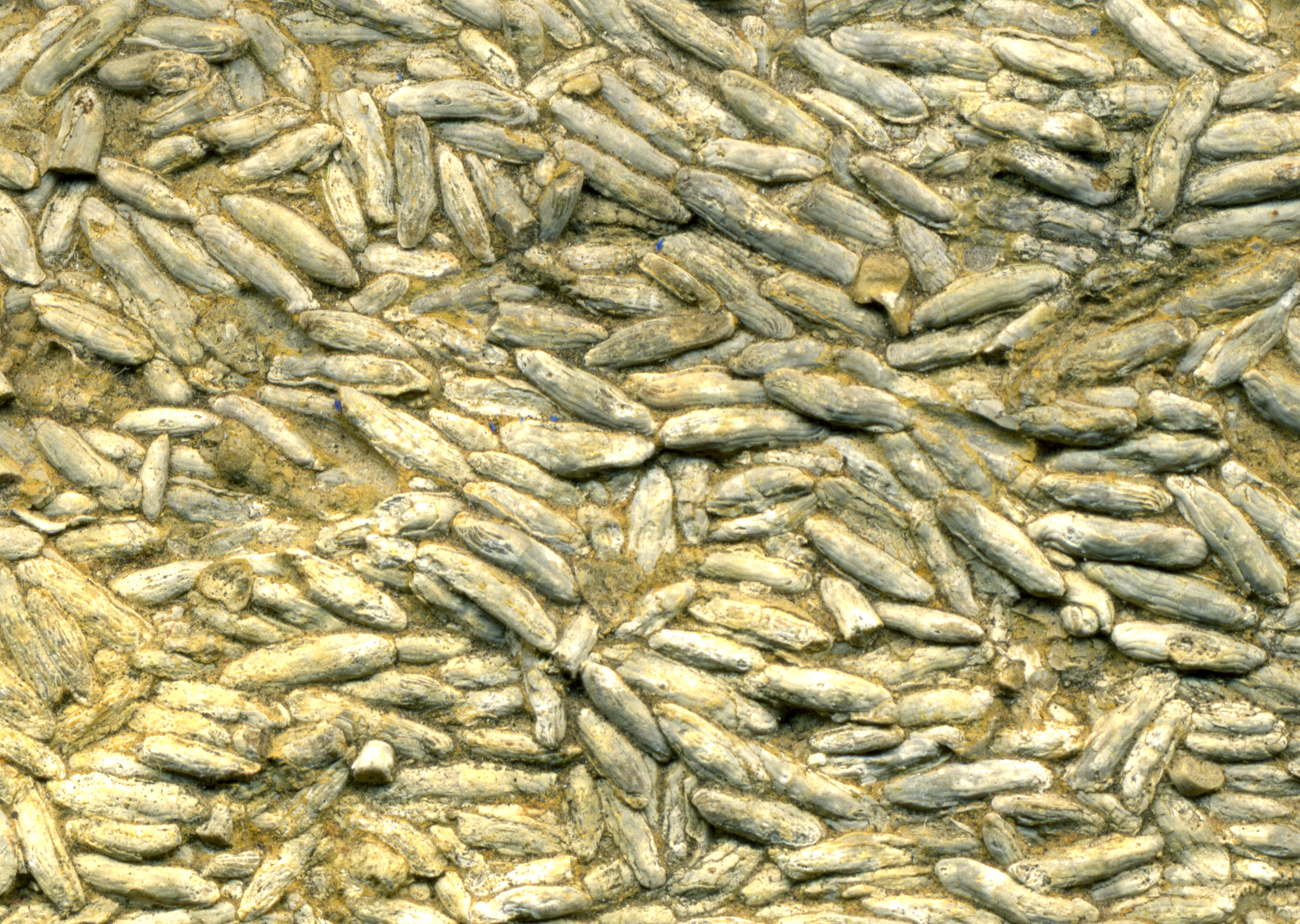
Detailaufnahme der angewitterten Oberfläche eines Fusulinidenkalksteins aus dem oberen Oberkarbon von Elk County, Kansas, USA (Länge der unteren Bildkante ca. 4 cm)

Die Arten der Ordnung bilden Gehäuse aus extrem feinkörnigem Kalzit, mit dichtgepackten, nur wenige Mikrometer großen, gleichdimensionalen Kristallen. Höher entwickelte Formen besaßen Wandungen aus mehreren Lagen.

## Nachweise
- Barun K. Sen Gupta: Systematics of modern Foraminifera. In: Barun K. Sen Gupta (Hrsg.): Modern Foraminifera. Springer Netherlands (Kluwer Academic), 2002, ISBN 1-4020-0598-9, S. 27.
- Alfred R. Loeblich, Jr., Helen Tappan: Foraminiferal genera and their classification. E-Book des Geological Survey Of Iran, 2005, Online. (Seite nicht mehr abrufbar. Suche in Webarchiven)